# Femme Fatale (album Justyny Steczkowskiej)
Femme Fatale – siódmy studyjny album Justyny Steczkowskiej wydany w 2004 roku. Płyta dotarła do 34. miejsca listy OLiS w Polsce.

## O albumie
Na płycie można znalazły się przeboje kobiet nazywanych potocznie „femme fatale”. Są to między innymi piosenki Marilyn Monroe, Edith Piaf, Marleny Dietrich, Dalidy i Ewy Demarczyk. Album został wyprodukowany przez Mateusza Pospieszalskiego. Femme Fatale promowano koncertem Kobiety XX wieku.

## Lista utworów
1. „Tańczące Eurydyki” (sł.: Ewa Rzemieniecka, muz.: Katarzyna Gärtner; z repertuaru Anny German)
2. „La Cumparsita” (muz.: Gerardo Matos Rodríguez, sł. polskie: Jerzy Bielunas z repertuaru Milvy)
3. „Johnny” (muz.: Friedrich Hollaender, sł. polskie: Wojciech Młynarski; z repertuaru Marleny Dietrich)
4. „La Foule (Tłum)” (muz.: Ángel Cabral / Michel Rivgauche, sł. polskie: Jerzy Bielunas; z repertuaru Édith Piaf)
5. „Życie na różowo” (muz.: Louis Guglielmi, sł. polskie: Jerzy Bielunas; z repertuaru Edith Piaf)
6. „Diamenty są najlepszymi przyjaciółmi dziewczyny” (muz.: J. Styne, sł. polskie: Jerzy Bielunas / Michał Szota; z repertuaru Marilyn Monroe)
7. „Sex Appeal” (muz.: Henryk Wars, sł.: Emanuel Schlechter)
8. „Mężczyzna ze złotym pistoletem” (muz.: John Barry / Don Black, sł. polskie: Jerzy Bielunas, Michał Szota; z repertuaru Lulu)
9. „Zadzwoń do mnie” (muz.: Tony Hatch, sł. polskie: Jerzy Bielunas; z repertuaru Brendy Lee)
10. „Grande Valse Brillante” (muz.: Zygmunt Konieczny, sł.: Julian Tuwim; z repertuaru Ewy Demarczyk)
11. „Słoneczko” (muz.: W. Vasilyev / sł.: N. Erdenko)
12. „Samotni” (muz.: Justyna Steczkowska, sł.: Grzegorz Turnau)
13. „Miałam sen” (muz.: Justyna Steczkowska / Paweł Steczkowski, sł.: Justyna Steczkowska)
14. „Jedna z tych kobiet” (muz.: Justyna Steczkowska, sł.: Ania Dąbrowska)
15. „Paroles, Paroles” (muz.: Gianni Ferrio, sł. polskie: Jerzy Bielunas; z repertuary Dalidy) (utwór dodatkowy)

## Single
- „Zadzwoń do mnie”
- „Sex Appeal”
- „Samotni”
- „Tłum”